# Guy Ligier

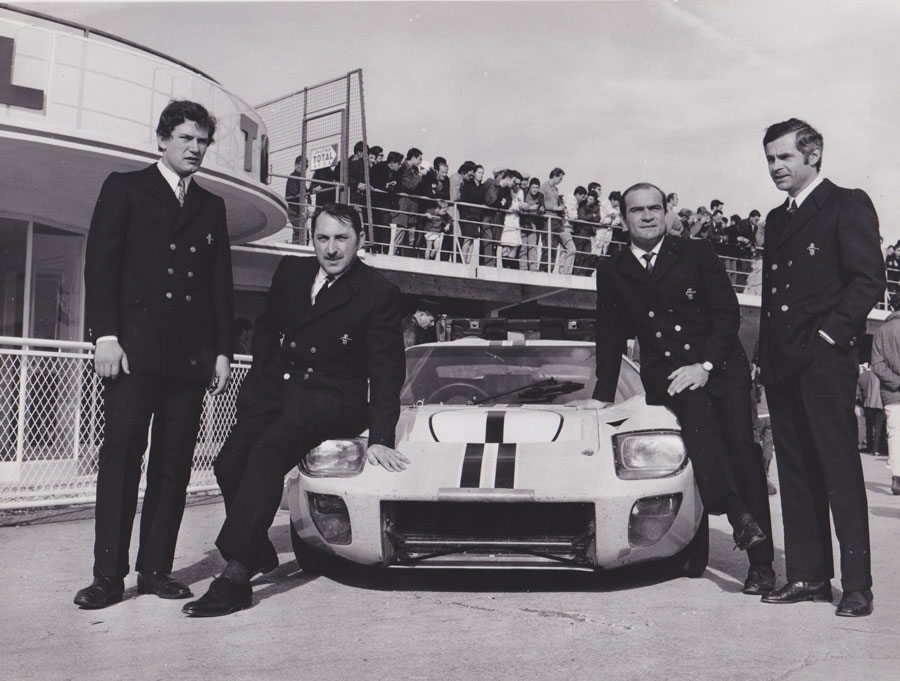
Fr v: J-M Giorgi, Jo Schlesser, Guy Ligier och Henri Chemin.

Guy Camille Ligier, född 12 juli 1930 i Vichy, död 23 augusti 2015 i Nevers, var en fransk racerförare och affärsman. Han grundade biltillverkaren Ligier och dess formel 1-stall.

## Motorsport
Ligier drev en entreprenadfirma under 1960-talet, när det franska motorvägsnätet byggdes ut. På fritiden ägnade han sig åt motorsport, först på motorcykel. Senare gick han över till sportvagnsracing, där han delade bil med bland andra Jo Schlesser. Största framgången blev en klasseger vid Le Mans 24-timmars 1964.
Från säsongen 1966 körde Ligier formel 1 med en privatanmäld Cooper. Han tog karriärens enda poäng vid Tysklands Grand Prix 1967.

## Biltillverkning och formel 1-stall
Sedan vännen och förarkollegan Jo Schlesser förolyckats vid Frankrikes Grand Prix 1968 drog  Ligier ned på tävlandet och startade tillverkning av egna sportvagnar som bland annat tävlade på Le Mans. Efter oljekrisen 1973 kompletterades programmet med små mopedbilar.
1974 lade Matra Sports ned verksamheten och sålde sina tillgångar till Ligier. Detta blev grunden för F1-stallet Ligier som tävlade i formel 1-VM mellan 1976 och 1996, med en andraplats i konstruktörsmästerskapet 1980 som bästa resultat.

## F1-karriär
| Säsong | Stall/Tillverkare                               | Poäng | Placering |
| ------ | ----------------------------------------------- | ----- | --------- |
| 1966   | Ligier (Cooper-Maserati)                        | 0     | -         |
| 1967   | Ligier (Cooper-Maserati) Ligier (Brabham-Repco) | 1     | 19        |